# Sini wrych
Sini wrych (bułg. Сини връх) – wieś w Bułgarii, w obwodzie Płowdiw, w gminie Asenowgrad. Według danych szacunkowych Ujednoliconego Systemu Ewidencji Ludności oraz Usług Administracyjnych dla Ludności, 15 czerwca 2020 roku miejscowość liczyła 4 mieszkańców. Na zachód od szczytu o tej samej nazwie, na wysokości 1425 m n.p.m. wypływa rzeka Suszica.